# Hondroitin
Hondroitin je derivat hondrina. 
Hondroitin je prirodna supstanca koja se nalazi u hrskavici zglobova. Kao dodatak ishrani, hondroitin se često koristi za podršku zdravlju zglobova (često u kombinaciji sa glukozaminom), posebno kod osoba koje imaju problema sa zglobovima kao što je osteoartritis. Za razliku od simptomatskih tretmana, hondroitin može da modifikuje napredovanje procesa bolesti kod pacijenta, što se može koristiti kao alternativni lek. Hondroit deluje integritet zglobne hrskavice, jer je deo molekula proteoglikana. Sinteza proteoglikana hrskavice može da se ubrza dok hondroitin prolazi kroz probavni kanal. Istraživanja su sprovedena da bi se pokazala efikasnost hondroitina i rezultati pokazuju da on pomaže u upravljanju bolom u kolenu i kuku, usporava progresiju i takođe pomaže oporavak. Međutim, efikasnost lekova je i dalje sumnjiva.
U ovu hemijsku grupu se ubrajaju:
- Hondroitin sulfat[4]
- Dermatan sulfat[5]

## Spoljašnje veze
- Chondroitin на 